# Samuel Scheffler
Samuel Scheffler (* 20. Oktober 1951) ist ein US-amerikanischer Philosoph und Professor für Philosophie und Recht an der New York University.

## Leben
Scheffler studierte in Harvard (Abschluss als B.A., 1973) und Princeton (Abschluss mit dem Ph.D., 1977), wobei er unter anderem von Thomas Nagel betreut wurde. Seine Forschungsschwerpunkte liegen vor allem in der Ethik und der Politischen Philosophie. Bekannt wurde er vor allem für seine Zurückweisung des maximierenden Handlungs-Konsequentialismus, gemäß dem wir immer die beste aller möglichen Handlungen ausführen müssen. Von 1977 bis 2008 war er an der Philosophischen Fakultät der University of California, Berkeley tätig, zuletzt als Professor für Philosophie und Recht. Danach wurde er an die New York University, ebenfalls als Professor für Philosophie und Recht, berufen. Seit 2004 ist er Mitglied der American Academy of Arts and Sciences.

## Schriften
- The Rejection of Consequentialism (1982).
- Human Morality (1992).
- Boundaries and Allegiances (2001).
- Equality and Tradition (2010).
- Death and the Afterlife, Schriftenreihe The Berkeley Tanner lectures, Oxford University Press, New York 2013, ISBN 978-0-19-998250-9
  - deutsch: Der Tod und das Leben danach, übersetzt von Björn Brodowski, Suhrkamp, Berlin 2015 - ISBN 978-3-518-58623-5
- Why Worry About Future Generations? (2018).